# 舍利

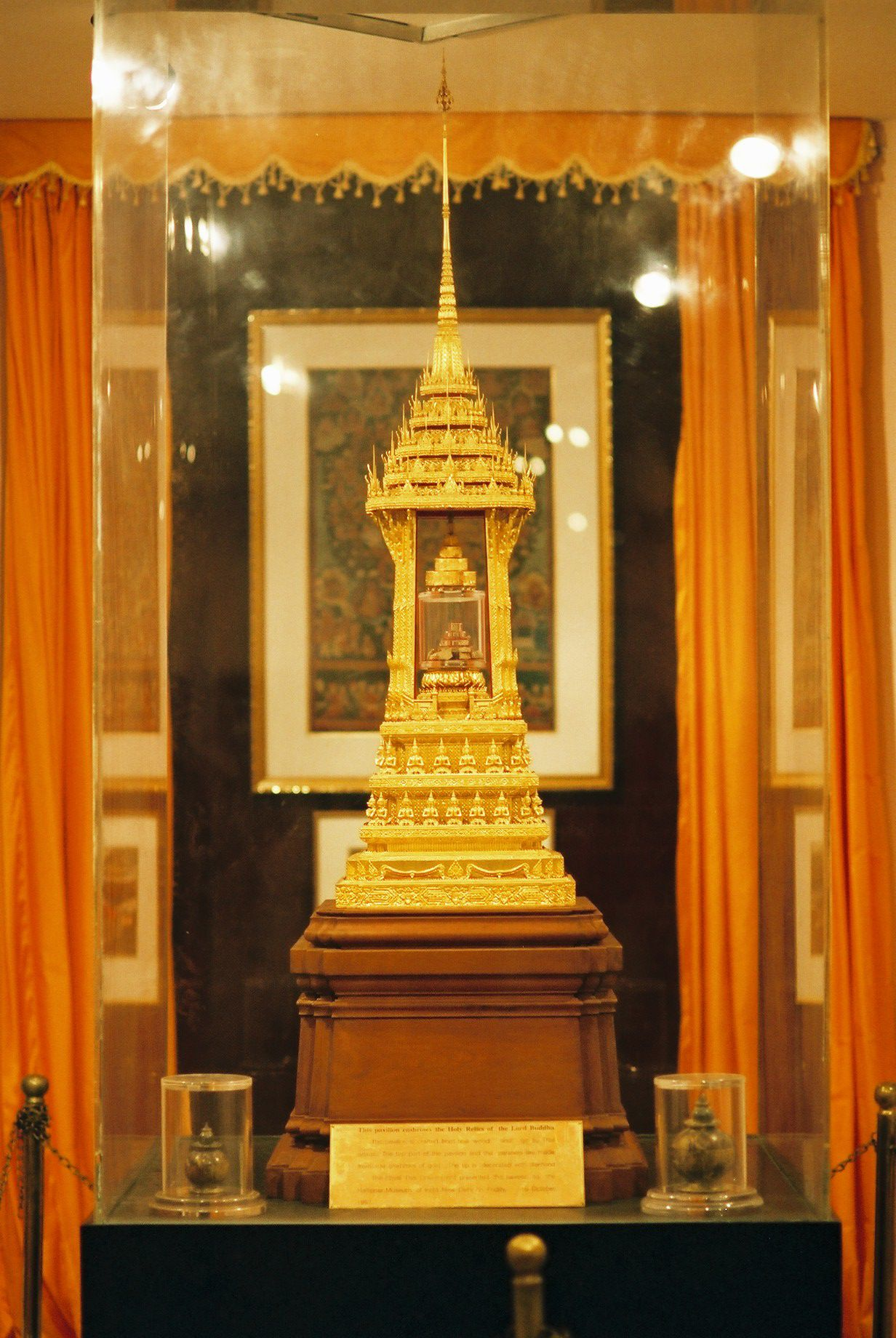
阿育王所造塔中的舍利，現藏於印度新德里國立博物館

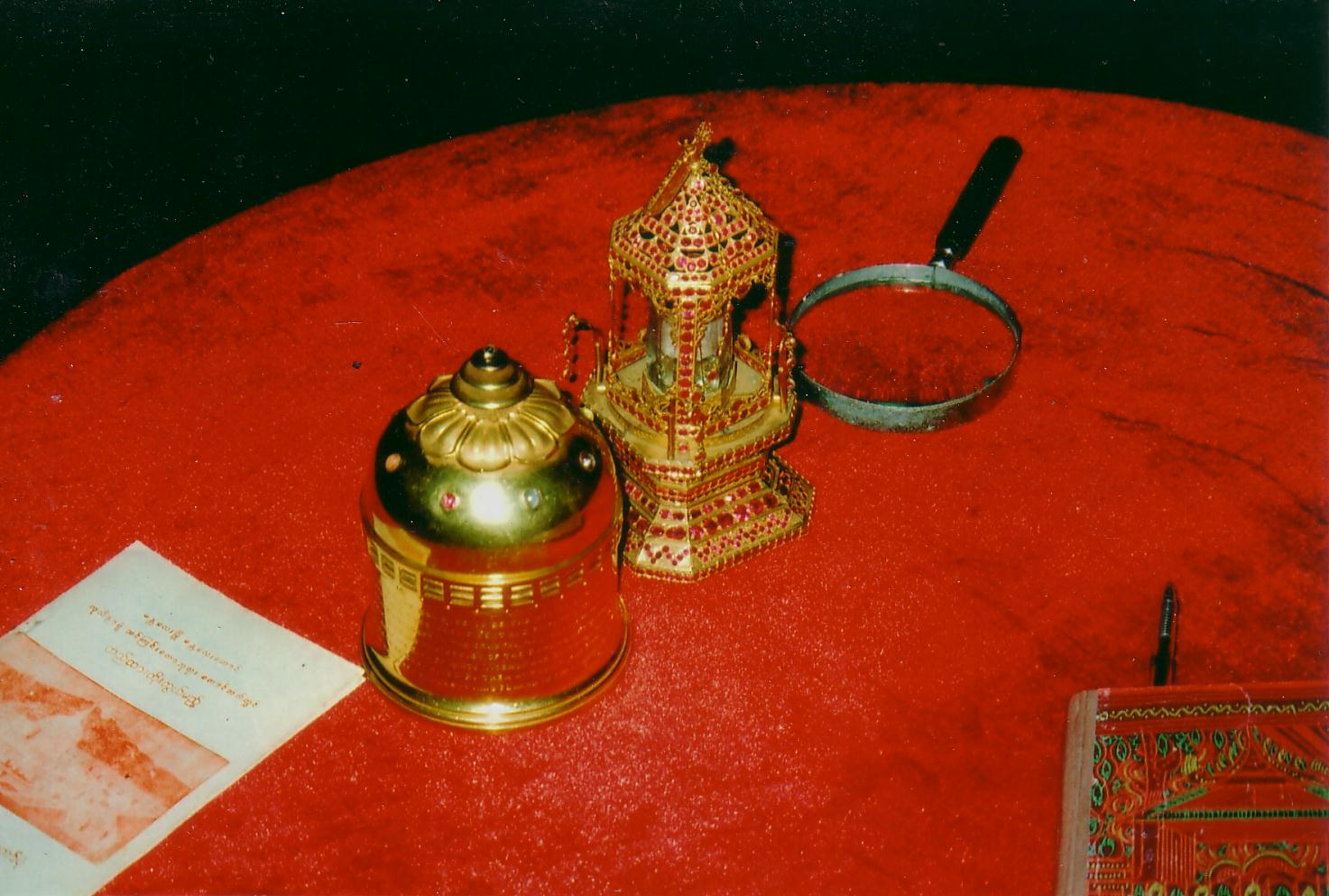
釋迦牟尼佛舍利

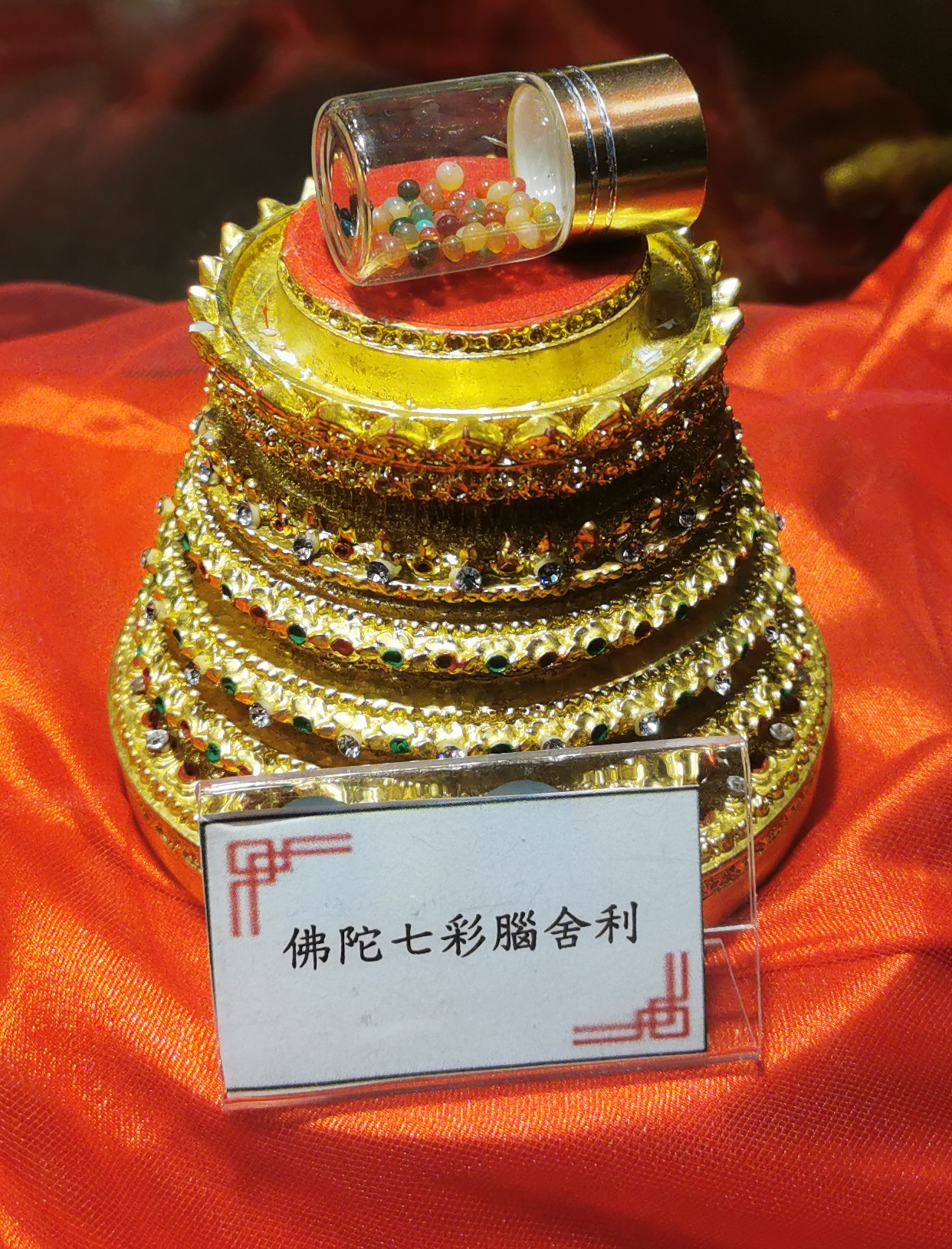
社團法人中華國際嘎檔巴佛教總會展示的佛陀七彩腦舍利。

舍利（śarīra），又作堅固子、舍利子、設利羅，意为屍體或身骨，常指骨灰。其中有的结晶体形色各异。舍利最早指佛祖涅槃後的大體自行火化后剩下的殘餘部分，是祂的遺物，后来也指高僧（尼）圓寂火化剩下的骨烬，通常埋葬于塔中。很多佛教古國的君主會派人迎接這些舍利，並建佛塔供奉它。在當時，這些舍利因為稀少，又是佛教聖物，因此常被直接當成佛陀本人來祭拜。

## 历史渊源

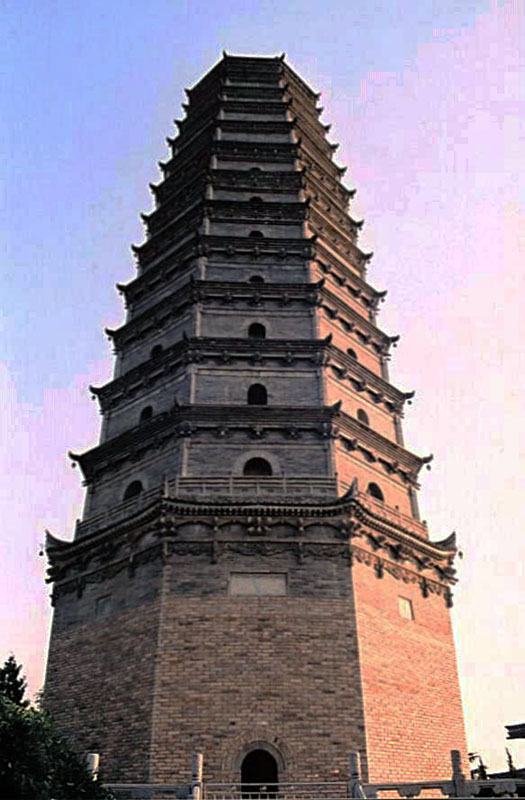
法门寺真身舍利塔

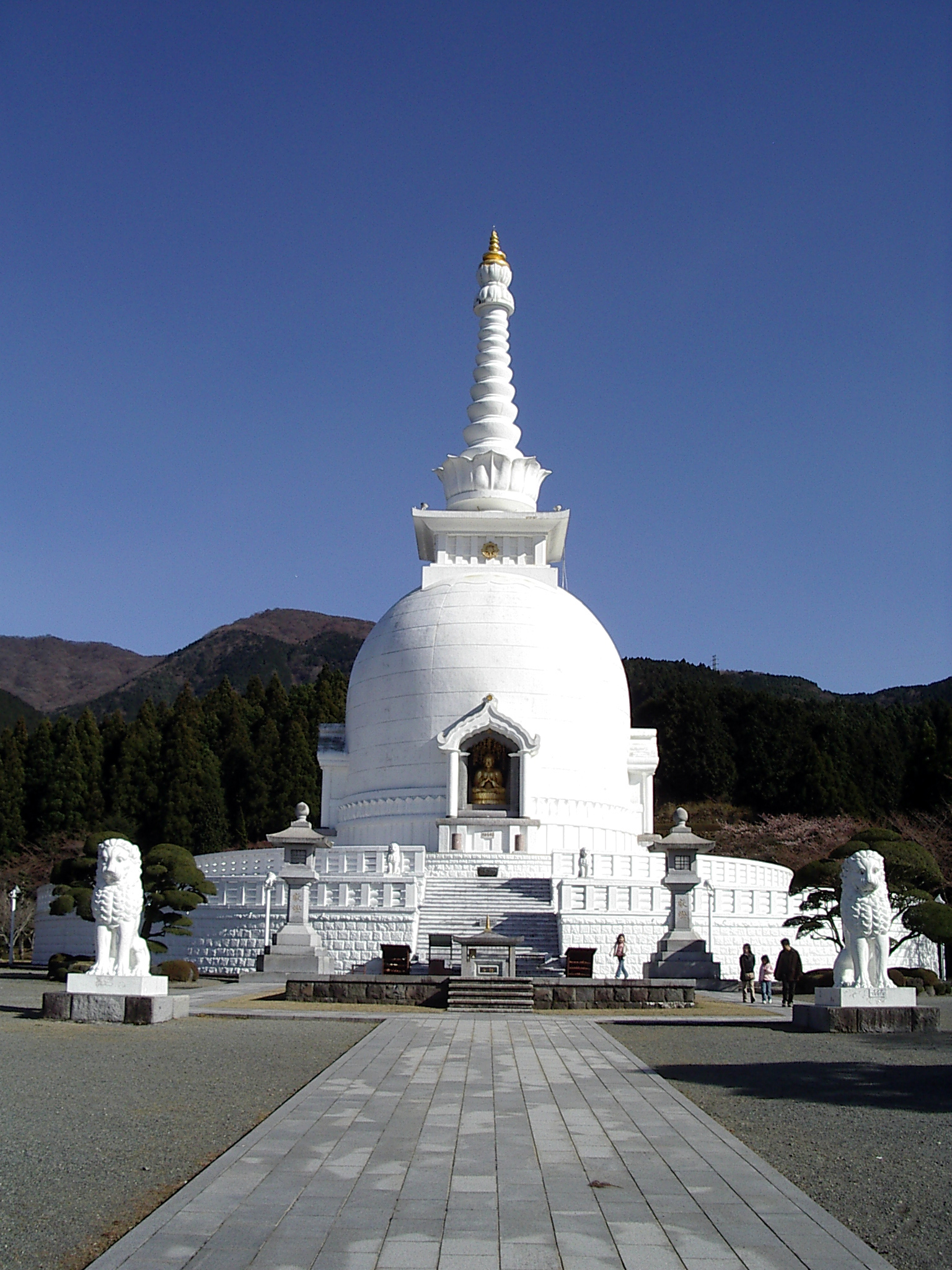
靜岡縣御殿場市和平公園 (御殿場市)

佛教敬仰和崇拜舍利，是从释迦牟尼的舍利开始。释迦牟尼佛荼毘火葬后，遺下有舍利一石六斗，其中有一塊頭頂骨、兩塊骨、四顆佛牙，還有中指指骨舍利和84,000顆珠狀真身舍利子(亦有人指出“84000”為佛教常用語，類似於“飛流直下三千尺”的“三千尺”這種虛指的意思，並不一定是84000顆)。古印度的八位国王派使者到火葬地，要求迎回佛祖舍利，经香姓婆羅門居中协商平分给八位国王。各国把分到的舍利带回国建卒塔婆舍利塔以供奉，并定期举行祭礼。香姓婆羅門及必波延那婆羅門，就各取了装舍利的瓶子和火葬燃餘炭灰回去起塔供奉，因此释迦牟尼佛的舍利被分葬在十处：
- 摩揭陀国，阿闍世王
- 毗舍离国，戾车毗族
- 迦毗罗国，释迦族
- 阿勒伽波，跋离族
- 罗摩邑，拘利耶族
- 毗塔底波邑，婆罗门
- 波婆邑，末罗族
- 拘尸那罗城，末罗族
- 荜芭莉邑，取燃餘炭灰，孔雀族
- 香姓婆罗门，取舍利瓶，徒卢那

馬鳴菩薩造的《佛所行讚》中說“八王起八塔，金瓶及灰炭；如是阎浮提，始起于十塔”。
阿育王时期，为弘扬佛法，发掘了“八王”舍利塔，只有一、二塔因坚固难破而未能开启。取出后的舍利重新分配装入八万四千个宝函，并造八万四千塔来安奉。随着各地建塔，舍利也流传到许多信仰佛教的地区。
1896年至1898年，英国人柏佩（William Claxton Peppé）在印度比普羅瓦发掘出一个安奉佛骨舍利的石函，里面正是佛祖葬在迦毗罗的舍利。这些舍利送给了佛教国家泰国，后又分出一部分给斯里蘭卡、日本。

## 佛经中的舍利
佛教经典《浴佛功德經》中称为舍利的有两类：
- 法身舍利：释迦牟尼所说的佛教经典。
- 生身舍利：释迦牟尼遗体火焚后结成的固体物，分为三种，即白色的骨舍利、黑色的髮舍利、红色的肉舍利。

《金光明經》捨身品第十七：『舍利者，乃是無量六波羅密功德所熏。』『汝等今可禮是舍利。此舍利者是戒定慧之所熏修，甚難可得最上福田。』
《浴佛功德經》的確有提到︰『我滅度後有二種舍利。一者法身。二者化身。』但並無上述的註解，至於《金光明經》提到的舍利，是佛陀前世舍利，並非現存的佛骨舍利。
《金光明經》所言舍利者，應是法身舍利，非指物質舍利，法身舍利乃是無量無相六波羅密功德所熏，亦是戒定慧之所薰，且入火不焚，入水不溺，乃金剛不壞法身。

## 成分与形成
关于舍利的形成，舍利是由人的尸体经高温火化后产生的。將遺体放瓦缸形式魂缸内並在溫度攝氏600到1,600度之間的溫度进行以日计时间焚燒（佛教高僧通常要烧七天），並在末段加温至1640度以上持续一日以上，骨頭內的磷酸鈣及各种有机物、炉内、专门用以焚化高僧的灵缸内壁的硅酸盐结合形成磷灰石，而其他颜色多是融解时與人生前攝取的多種鹽類或焚烧时加入的各种物品、如半宝石的佛珠、金属饰物融解結合，燒結出漂亮的陶瓷狀結晶，即是舍利子。这点在古代人中一般用木柴是做不到的，而只有在高僧才能以木炭焚化並持续七日七夜之下、甚至後来用煤，加上鼓风（无论主动或长烟通的被动式）才有形成舍利的可能，这点在古代即使是王族也办不到也不会如此火化。而现代焚化由于多用煤气，温度多僅为1400度左右而且时间太短无法融解烧结成珠。
极多舍利子缺乏歷史佐證，是否佛遗的真偽有所爭議。但即使如此，舍利子本身代表佛或高僧大德的遗存，它们代表佛及高僧曾经的教导，在这点即使舍利子形成並不神秘，但其所代表的佛法教导卻是莊严的。
部分所謂佛牙舍利，依照片外觀判斷與人類牙齒有差距，與牛的臼齒外觀反而較為接近。而且多为化石类而非珠子形式。

## 存世的真身舍利

### 中国大陆
- 江苏省南京市秦淮区大報恩寺（原北宋长干寺） — 佛顶舍利[3]

- 浙江省宁波市鄞州区阿育王寺 — 佛骨舍利[4]

- 陕西省扶风县法门寺（现位于法门寺文化景区）— 佛指舍利[5]

- 北京市西山八大处灵光寺 — 佛牙舍利[6]

- 西藏自治區囊極拉齋寺 — 佛牙舍利，後移供於臺灣佛光山，原印度那蘭陀聖地佛寺中，回教侵入印度時，由西藏國王丘極泊巴迎請至西藏，文化大革命時，「囊極拉齋寺」遭毀時，佛牙舍利由貢噶多傑仁波切撿獲密藏[7]。

- 廣東省韶关市南华寺万佛宝塔 — 佛骨舍利，由南华禅寺方丈传正大和尚前往印度、尼泊爾藍毗尼迎請[8]。

- 北京市房山云居寺 — 肉舍利[9]

- 浙江省杭州雷峰塔 — 髮舍利[10]

- 宁夏回族自治區银川承天寺— 佛顶骨舍利。西夏没藏太后以金棺银椁贮藏[11]。

- 陝西省西安临潼庆山寺 — 碎身舍利[12]

- 山西省应县佛宫寺释迦塔 — 佛牙舍利[13]

- 山东省汶上县太子灵踪塔 — 佛牙舍利[14]

- 陝西省西安大慈恩寺 — 玄奘大師真身舍利[15]

- 甘肃省武威罗什寺塔 — 鸠摩罗什舌舍利[16]

### 香港
- 香港天壇大佛 — 佛骨舍利[17]

### 台湾
- 苗栗縣釋迦牟尼佛寺 — 佛骨舍利[18]

- 南投縣玄奘寺 — 玄奘大師頂骨舍利[19]

- 高雄市佛光山佛陀紀念館玉佛殿 — 佛牙舍利[20]

### 泰國
- 曼谷玉佛寺 — 佛骨舍利[21]

### 斯里蘭卡
- 康提市佛牙寺 — 佛牙舍利[22]

### 日本
- 名古屋覚王山日泰寺 — 佛骨舍利[23]

### 马来西亚
- 雪兰莪仁嘉隆新村佛光山东禅寺 — 佛骨舍利[24]

### 新加坡
- 新加坡佛牙寺龍華院 — 佛牙舍利[25]

## 逸事
- 唐朝元和十四年（819年），刑部侍郎韓愈上《諫迎佛骨表》，切諫反對迎佛骨（舍利），指出部份佛教徒存在自殘等行為，並且斥佛為夷狄，險些被處死。
- 唐代有鸚鵡念佛，过午不食，往生後，“火化之，得舍利十余粒，炯然耀目”。[26]韦皋在《西川鸚鵡舍利塔記》中也有類似記載。
- 1994年7月20日《江南晚報》報導蘇州靈巖山寺法因法師圓寂火化，獲五色舍利無數。
- 2002年安奉於陝西省扶風縣法門寺的佛指舍利曾赴臺灣臺大體育館巡禮，沿途10萬信徒恭迎。
- 2009年廣東省韶關市南華寺方丈传正大和尚前往印度、尼泊尔迎请释迦牟尼佛舍利和舍利弗、目犍连等多尊阿罗汉舍利。
- 2009年最大佛陀与诸大弟子舍利文化暨世界文化艺术大展，新加坡新达城，展出舍利琳琅满目，尤其佛骨舍利达28mm。

## 相关连接
- 佛陀
- 精舍
- 阿蘭若
- 窣堵坡
- 舍利塔
- 法门寺